# Grundschule

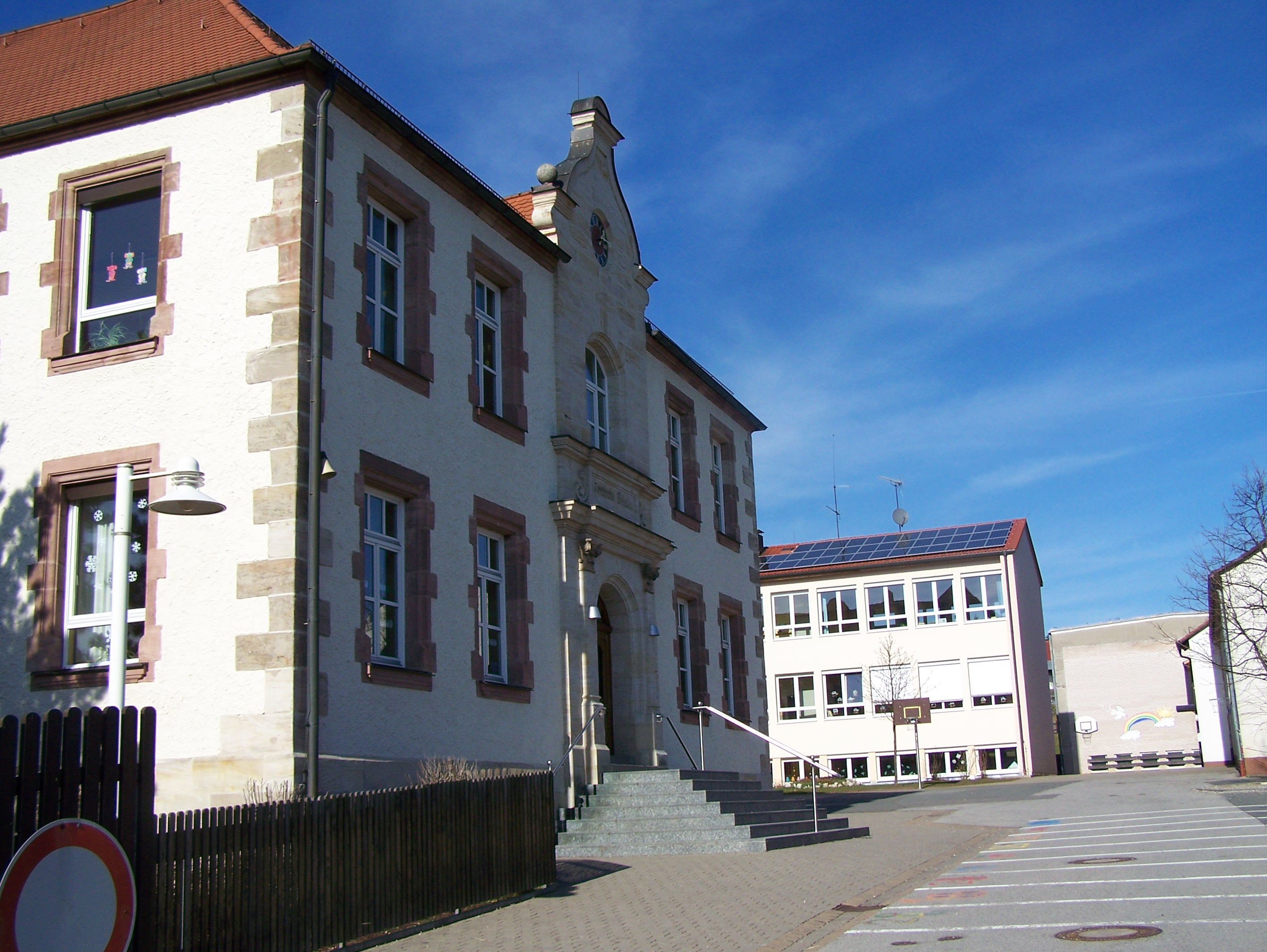
Escola primária em Schnaittach.

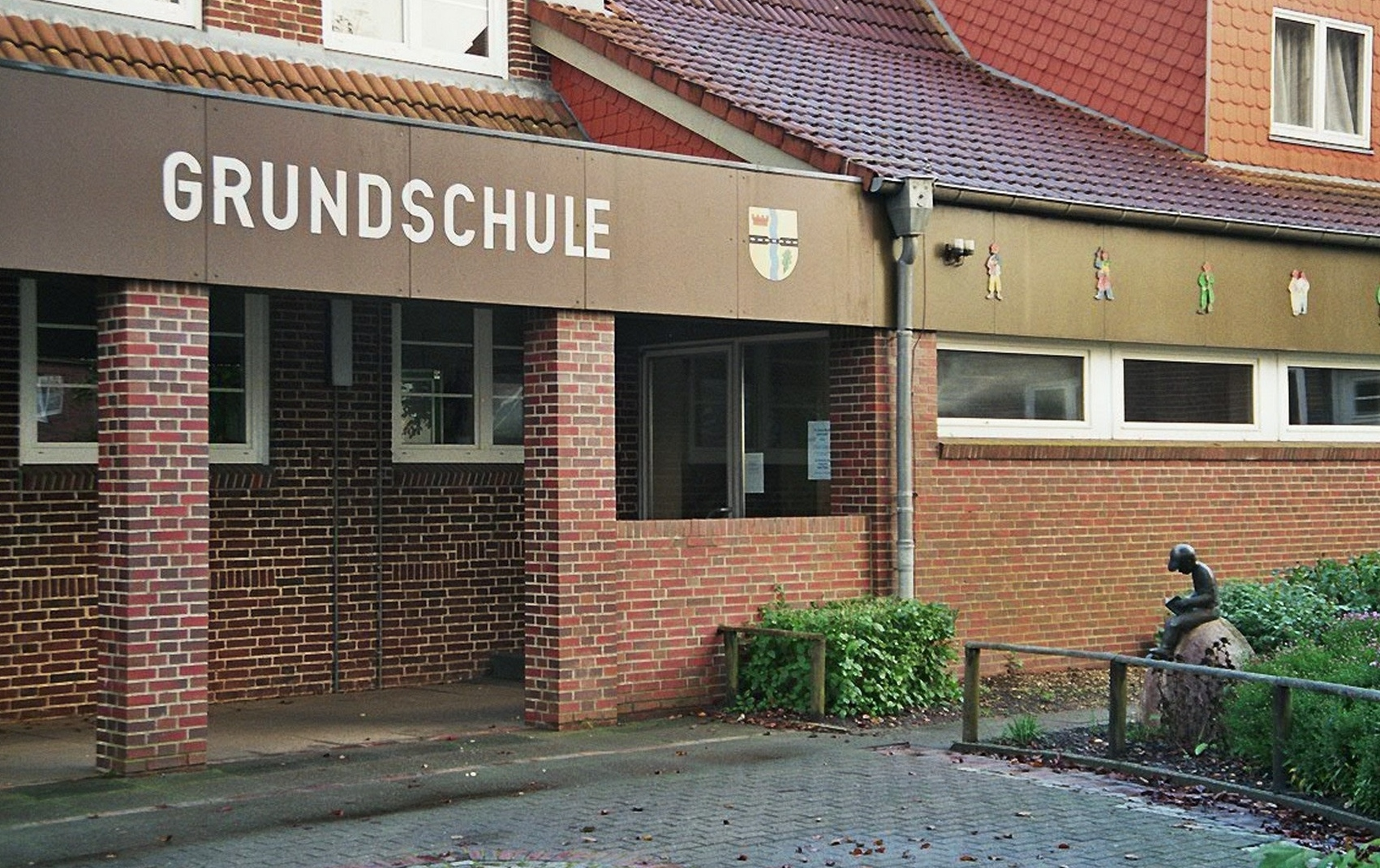
Escola primária em Treia, no estilo da década de 1970.

Grundschule ou escola elementar é o "ensino básico" da Alemanha.

## Alemanha
O termo Grundschule é usado desde o final da década de 1960, sendo destinado às crianças de 6 a 10 anos. Na maioria dos estados da Alemanha (Bundesländer), a Grundschule dura quatro anos, sendo que em Berlim e em Brandemburgo essa etapa consiste em 6 anos, ou seja, abrange a idade dos 6 aos 12 anos da criança.
Nos tempos do Império Alemão, a Grundschule chamava-se Elementarschule. O que é aprendido na Grundschule servirá de base para qualquer uma das escolas às quais o aluno possa ser enviado, isto é, Gymnasium, Realschule ou Hauptschule.